# كارل براندي
كارل براندي (بالألمانية: Karl Brandi)‏ هو مؤرخ العصر الحديث ‏ ألماني، ولد في 20 مايو 1868 في مبن في ألمانيا، وتوفي في 9 مارس 1946 في غوتينغن في ألمانيا.